# Robert Randolph Bruce

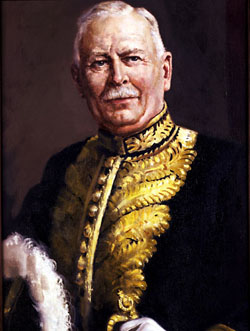
Robert Randolph Bruce

Robert Randolph Bruce (* 16. Juli 1861 in Lhanbryde, Schottland; † 21. Februar 1942 in Montreal) war ein schottisch-kanadischer Ingenieur und Bergbauunternehmer. Von 1926 bis 1931 war er Vizegouverneur der Provinz British Columbia.

## Biografie
Der Sohn eines Pfarrers studierte Ingenieurwesen an der University of Glasgow. 1887 wanderte er in die Vereinigten Staaten und gelangte wenig später nach Kanada, wo er in den Dienst der Canadian Pacific Railway (CPR) trat. 1897 ließ sich Bruce in British Columbia nieder und baute ein Pochwerk bei Fort Steele in der Region East Kootenay. Kurz darauf wurde er als Prospektor tätig und eröffnete eine Blei- und Silbermine. Das dabei erworbene Vermögen nutzte er, um von der CPR weite Landstriche am Windermere Lake zu erwerben und dadurch die Ansiedlung britischer Einwanderer zu fördern.
Generalgouverneur Lord Byng vereidigte Bruce am 24. Februar 1926 als Vizegouverneur von British Columbia. Dieses repräsentative Amt übte er bis zum 1. August 1931 aus. Bei der Unterhauswahl 1935 kandidierte Bruce auf Seiten der Liberalen Partei im Wahlbezirk Kootenay East, unterlag aber dem früheren Landwirtschafts- und Handelsminister Henry Herbert Stevens. Premierminister William Lyon Mackenzie King ernannte Bruce 1936 zum kanadischen Botschafter in Japan. Nach zweijähriger diplomatischer Tätigkeit ließ er sich in Montreal nieder.